# LaDontae Henton
LaDontae Henton, né le 6 janvier 1992, à Lansing, est un ancien joueur professionnel de basket-ball américain au poste d'ailier. Il a joué au basket-ball universitaire pour Providence avant de jouer professionnellement en Espagne, aux Philippines, en NBA G League, en Hongrie et en Israël. Il est actuellement entraîneur adjoint / directeur du développement des joueurs à Georgetown.

## Carrière universitaire
Henton était initialement prévu pour rejoindre Dayton, mais après le départ de l'entraîneur de Dayton, Brian Gregory, pour Georgia Tech, il est devenu le premier recrutement du nouvel entraîneur de Providence, Ed Cooley. Lors de sa première année, Henton a enregistré une moyenne de 14,3 points et 8,6 rebonds par match et a été nommé dans l'équipe des débutants de la Big East Conference.
En tant que senior, Henton a connu une saison de percée. Après avoir mené la Big East en marquant en moyenne 19,7 points par match, il a été nommé dans la première équipe de la conférence et a contribué à mener les Friars à leur deuxième participation consécutive au tournoi de la NCAA pour la première fois depuis les saisons 1988-89 et 1989-90. Il a également été nommé joueur de l'année du district I de l'USBWA et mention honorable All-American par l'Associated Press.
Henton a terminé sa carrière chez les Friars avec 2 059 points et 1 054 rebonds, devenant le deuxième joueur de l'histoire de l'école à atteindre le jalon des 2000 points / 1000 rebonds (Ryan Gomes étant le premier).

## Carrière professionnelle
Henton a rejoint les Golden State Warriors pour la Summer league de la NBA 2015. Le 21 août 2015, il a signé avec l'équipe de la ligue espagnole CB Sevilla. En juin 2016, il a rejoint les Alaska Aces de la Philippine Basketball Association en tant qu'import pour la Governors' Cup 2016. Il a mené les Aces en séries éliminatoires.
Le 30 octobre 2016, Henton a été sélectionné par les Santa Cruz Warriors avec le 10e choix global lors de la draft de la NBA Development League 2016, mais il a été libéré par les Warriors le 10 novembre. Le 16 décembre, il a été récupéré par Santa Cruz.
Le 27 septembre 2017, Henton a signé avec les Los Angeles Clippers dans le cadre de leur camp d'entraînement.
Le 5 novembre 2018, Henton a signé un contrat d'un mois avec le BC Andorre.
Le 7 janvier 2019, Henton a signé avec l'Atomerőmű SE pour le reste de la saison. En 20 matchs joués pour l'Atomerőmű, il a enregistré une moyenne de 14,6 points, 5,4 rebonds, 1,6 passe décisive et 1,1 interception par match.
Le 28 juillet 2019, Henton a signé un contrat d'un an avec Maccabi Ashdod de la Premier League israélienne.
Le 26 novembre 2020, Henton a signé avec les Hsinchu JKO Lioneers de la P. League+ (ligue de basket-ball professionnelle taïwanaise).

## Carrière d'entraîneur
Le 8 juillet 2021, Henton a été nommé à Providence en tant qu'assistant de coach, et est actuellement entraîneur adjoint / directeur du développement des joueurs à Georgetown.

## Palmarès
- First-team All-Big East Conference 2015
- Big East All-Rookie team 2012